# Actinium(III)jodide
Actinium(III)jodide is een verbinding, een zout van het radioactieve element actinium en jood.

## Synthese
De verbinding kan worden gemaakt door een mengsel van actinium(III)oxide, aluminium en jood gedurende twee uur tot 700 °C te verwarmen.
{\displaystyle {\ce {Ac2O3\ +2Al\ +\ 3I2\ ->[ \atop {\ce {700^{o}C/2uur}}]\ 2AcI3\ +\ 2Al2O3}}}